# Wenchang
Wenchang (chiń. 文昌; pinyin Wénchāng) – miasto o statusie podprefektury w południowych Chinach, w prowincji Hajnan. W 1999 roku liczba mieszkańców miasta wynosiła 529 948.